# Općina Zajas
Općina Zajas (makedonski: Општина Зајас, albanski: Komuna e Zajazit) je bivša općina Makedonije koja se prostirala na jugozapadu Makedonije. 
Upravno sjedište ove općine je selo Zajas.

## Zemljopisne osobine
Općina Zajas nalazi se u višem dijelu Kičevske kotline, u dolini Zajaske reke. Zapadni dio općine je planinski jer kotlinu zatvara gora Bistra.
Općina Zajas graniči s općinom Gostivar na sjeveru, te s općinom Oslomej na istoku, s općinom Kičevo na jugu, s općinom 
Drugovo na jugozapadu, te s općinom Mavrovo i Rostuša na zapadu. 
Ukupna površina Općine Zajas  je 161,08 km².

## Stanovništvo
Općina Zajas  ima 11 605 stanovnika. Po popisu stanovnika iz 2002. nacionalni sastav stanovnika u općini bio je sljedeći;

## Naselja u Općini Zajas
Ukupni broj naselja u općini je 13, od njih su svih 13 sela.

## Pogledajte i ovo
- Sjeverna Makedonija
- Općine Sjeverne Makedonije

## Vanjske poveznice
- Općina Zajas na stranicama Discover Macedonia